# Nicola Cabibbo
Nicola Cabibbo (Roma, 10 de abril de 1935 — Roma, 16 de agosto de 2010) foi um físico italiano.
Conhecido por trabalhos sobre a interação nuclear fraca, foi presidente do Instituto Nacional de Física Nuclear (INFN) da Itália, de 1983 a 1992 e, desde 1993, presidente da Pontifícia Academia das Ciências. Atualmente é professor do Departamento de Física da Università degli Studi di Roma "La Sapienza" e conduz estudos e pesquisas sobre o retículo QCD e um projeto de array, no âmbito do projeto APEnext, capaz de executar os cálculos requeridos pela teoria.
Nicola Cabibbo obteve resultados científicos fundamentais no campo da física das partículas, estudando a interação fraca. Formulou em 1963 a teoria válida para os processos em que há mudança de estranheza, introduzindo o chamado ângulo de Cabibbo.
Seus estudos sobre as interações fracas, feitos para explicar o comportamento das partículas estranhas, permitiram, graças à ampliação da ideia proposta por ele, em 1963, formular a hipótese de existência de pelo menos três famílias de quark. Esta hipótese foi utilizada para explicar, através da Matriz Cabibbo-Kobayashi-Maskawa (Matriz CKM), a violação da simetria CP. 
Em 1973 Makoto Kobayashi e Toshihide Maskawa propuseram, utilizando a matriz CKM, uma generalização multidimensional do modelo do ângulo de Cabibbo, a partir da qual foi possível prever a existência de seis diferentes sabores para os quark. Por esse trabalho, Kobayashi e Maskawa foram laureados com o Nobel de Física, em 2008. Alguns físicos, especialmente os italianos, estranharam que o comitê do Nobel não tenha indicado Cabibbo, por sua contribuição. Indagado sobre a premiação, Cabibbo preferiu não tecer comentários.

## Biografia
Filho de um advogado e de uma dona de casa, viveu a infância durante a Segunda Guerra Mundial, na Roma ocupada. Desde cedo, interessou-se pela astronomia, pela eletrônica e pela matemática.
Graduado em 1958, logo tornou-se pesquisador do INFN e depois, dos Laboratórios Nacionais de Frascati, no período em que se estudavam os anéis de acumulação (storage ring) de elétrons e positrons, escreveu um artigo, publicado em 1961, ao qual seus colegas se referiam como "a Bíblia" pois continha os cálculos teóricos de todas as  seções de choque dos processos de Física das partículas conjecturados na época.
Continua a sua atividade de pesquisa como pesquisador do CERN de Genebra, inicialmente como fellow e depois de passar o ano de 1963 no Lawrence Berkeley National Laboratory, em Berkeley, Califórnia, como senior scientist. Neste mesmo período, publica o artigo que o tornará famoso na comunidade científica. Em 1963, envia à Physical Rewiev Letters o texto em que propõe o ângulo de Cabibbo, para explicar as mudanças de sabor dos quark, durante as interações fracas. Este artigo foi o mais citado, desde 1893 até 2003, pela Physical Review da American Physical Society, uma das mais antigas e respeitadas publicações científicas do mundo. 
Em 1965, após um período na Harvard University como professor contratado, foi convidado pela Universidade de Aquila para lecionar Física Teórica. No ano seguinte, transfere-se para a Universidade La Sapienza de Roma, onde permanece, sempre como professor de Física Teórica, até 1982, ano em que se transfere para a Universidade de Roma Tor Vergata, permanecendo até 1993 quando volta a La Sapienza, como professor de Física das partículas elementares.
Além da atividade docente, continuam os seus períodos de estudo e ensino no exterior. É membro do Institute for Advanced Study de Princeton (de 1970 a 1973), e visiting professor da Universidade de Paris VI - Pierre & Marie Curie (1977-1978), Universidade de Nova York (1980-1981), Universidade de Syracuse (1986-1992) e novamente do CERN (2003-2004).
De 1985 a 1993 foi presidente do INFN, e de 1993 a 1998, presidente do Ente per le Nuove Tecnologie, l'Energia e l'Ambiente - ENEA. É sócio nacional da Accademia Nazionale dei Lincei (Academia Nacional dos Linces), a mais antiga academia científica da Europa,  e é um dos cinco  cientistas italianos membros da National Accademy of Science dos EUA. Desde 1986 é membro e, desde 1993, presidente  Pontifícia Academia das Ciências.
- Nicola Cabibbo, morreu em 16 agosto de 2010 aos 75 anos de idade, devido a problemas respiratórios.[11]